# Topi Mattila
Topi Juhani Mattila (* 29. März 1946 in Helsinki) ist ein ehemaliger finnischer Skispringer.

## Werdegang
Mattila startete für den Verein Kouvolan Hiihtoseura. Er absolvierte sein erstes internationales Springen im Rahmen der Salpausselkä Spiele in Lahti im März 1963. Den Sprunglauf beendete er auf Rang 17. Am 29. Dezember 1963 debütierte er in Oberstdorf bei der Vierschanzentournee. Am 2. Januar 1966 erreichte er in Innsbruck mit einem achten Platz seine höchste Einzelplatzierung bei der Vierschanzentournee. In der Gesamtwertung der Tournee wurde er mit 768,5 Punkten 17.
Bei den Olympischen Winterspielen 1968 und damit auch der Nordischen Skiweltmeisterschaft 1968 in Grenoble sprang er auf Platz 5. Auf der Großschanze wurde er nur 49. In der Skisprungsaison 1968/69 gewann Mattila das bedeutende Holmenkollen-Skifestival in Oslo und auch bei den internationalen Springen in Kuopio und Kaustinen war er siegreich. Sein letztes großes internationales Springen war am 1. März 1970 mit dem zehnten Rang in Lahti. Eine Woche später belegte er bei einem schwach besetzten Teilnehmerfeld als Dritter in Kuopio zum letzten Mal das Podest. Nach der Saison beendete er seine Karriere.

## Statistik

### Vierschanzentournee-Platzierungen
| Saison  | Platz | Punkte |
| ------- | ----- | ------ |
| 1963/64 | 46.   | 698,0  |
| 1965/66 | 17.   | 768,5  |
| 1967/68 | 41.   | 702,8  |
| 1968/69 | 35.   | 711,5  |

### Schanzenrekorde
| Schanze                 | Ort         | Land     | Weite   | aufgestellt am   | Rekord bis       |
| ----------------------- | ----------- | -------- | ------- | ---------------- | ---------------- |
| Lapinvuori              | Virolahti   | Finnland | 052,0 m | 1965             | unbekannt        |
| Hyppyrimäki             | Kuusankoski | Finnland | 045,0 m | 1967             | unbekannt        |
| Laajavuoren Hyppyrimäki | Jyväskylä   | Finnland | 087,5 m | 21. Februar 1969 | 23. Februar 1969 |
| Laajavuoren Hyppyrimäki | Jyväskylä   | Finnland | 091,5 m | 23. Februar 1969 | 22. Januar 1978  |
| Puijon Hyppyrimäki      | Kuopio      | Finnland | 094,0 m | 9. März 1969     | 21. März 1971    |
| Holmenkollbakken        | Oslo        | Norwegen | 092,0 m | 16. März 1969    | 14. März 1976    |